# Paretroplus loisellei
Paretroplus loisellei är en fiskart som beskrevs av Sparks och Robert C. Schelly 2011. Paretroplus loisellei ingår i släktet Paretroplus och familjen Cichlidae. Inga underarter finns listade i Catalogue of Life.